# Leichtathletik-Juniorenweltmeisterschaften 2002
Die 9. Leichtathletik-Juniorenweltmeisterschaften fanden vom 16. bis 21. Juli 2002 in Kingston in Jamaika statt.

## Männer

### 100 m
| Platz | Athlet                 | Land | Zeit (s) |
| ----- | ---------------------- | ---- | -------- |
| 1     | Darrel Brown           | TRI  | 10,09 CR |
| 2     | Marc Burns             | TRI  | 10,18 PB |
| 3     | Willie Hordge          | ITA  | 10,36    |
| 4     | Tamunosiki Atorudibo   | NGR  | 10,38    |
| 5     | Rashaad Allen          | USA  | 10,39    |
| 6     | Brendan Christian      | ANT  | 10,43    |
| 7     | Saad Faraj Al-Shahwani | QAT  | 10,51    |
| 8     | Winston Hutton         | JAM  | 10,53    |

### 200 m
| Platz | Athlet            | Land | Zeit (s) |
| ----- | ----------------- | ---- | -------- |
| 1     | Usain Bolt        | JAM  | 20,61    |
| 2     | Brendan Christian | ATG  | 20,74    |
| 3     | Wes Felix         | USA  | 20,82 PB |
| 4     | Rubin Williams    | USA  | 20,90    |
| 5     | Bruno Pacheco     | BRA  | 20,95    |
| 6     | Sebastian Ernst   | GER  | 21,00    |
| 7     | Till Helmke       | GER  | 21,10    |
|       | Grafton Ifill     | BAH  | DNF      |

### 400 m
| Platz | Athlet                  | Land | Zeit (s)  |
| ----- | ----------------------- | ---- | --------- |
| 1     | Darold Williamson       | USA  | 45,37     |
| 2     | Jonathan Fortenberry    | USA  | 45,73     |
| 3     | Jermaine Gonzales       | JAM  | 45,84 PB  |
| 4     | Young Talkmore Nyongani | ZIM  | 45,93     |
| 5     | Luís Ambrosio           | BRA  | 46,08 NJR |
| 6     | Wilan Louis             | BAR  | 46,33     |
| 7     | David McCarthy          | IRL  | 47,10     |
|       | Piotr Zrada             | POL  | DNF       |

### 800 m
| Platz | Athlet                | Land | Zeit (min)  |
| ----- | --------------------- | ---- | ----------- |
| 1     | Alex Kipchirchir Rono | KEN  | 1:46,59     |
| 2     | Salem Al-Bardi        | QAT  | 1:46,63 NJR |
| 3     | David Fiegen          | LUX  | 1:46,66     |
| 4     | Adam Abdu Adam Ali    | QAT  | 1:46,86 PB  |
| 5     | Ismail Ahmed Ismail   | SUD  | 1:47,20     |
| 6     | José Manuel Cortés    | ESP  | 1:47,44     |
| 7     | Mohammed Battani      | MAR  | 1:48,18 PB  |
| 8     | Manuel Olmedo         | ESP  | 1:56,73     |

### 1500 m
| Platz | Athlet               | Land | Zeit (min) |
| ----- | -------------------- | ---- | ---------- |
| 1     | Yassine Bensghir     | MAR  | 3:40,72 PB |
| 2     | Abdulrahman Suleiman | QAT  | 3:41,72    |
| 3     | Samuel Mwera         | TAN  | 3:41,75    |
| 4     | Nicholas Willis      | AUS  | 3:42,69 PB |
| 5     | Toni Mohr            | GER  | 3:44,46 PB |
| 6     | Arturo Casado        | ESP  | 3:44,67 PB |
| 7     | Isaac Kiprono Songok | KEN  | 3:44,93    |
| 8     | Samuel Mwera         | MEX  | 3:44,97    |

### 5000 m
| Platz | Athlet                    | Land | Zeit (min)   |
| ----- | ------------------------- | ---- | ------------ |
| 1     | Hillary Chenonge          | KEN  | 13:28,30 CR  |
| 2     | Markos Geneti             | ETH  | 13:28,83 SB  |
| 3     | Gebregziabher Gebremariam | ETH  | 13:29,13     |
| 4     | Solomon Bushendich Naibei | KEN  | 13:36,97     |
| 5     | Pascal Ntahokaraja        | BDI  | 13:55,63 NJR |
| 6     | Dieudonné Gahungu         | BDI  | 13:56,84 PB  |
| 7     | Abdelhalim Zahraoui       | MAR  | 14:08,55     |
| 8     | Ahmed Khamlaoui           | TUN  | 14:14,83     |

### 10.000 m
| Platz | Athlet                    | Land | Zeit (s)    |
| ----- | ------------------------- | ---- | ----------- |
| 1     | Gebregziabher Gebremariam | ETH  | 29:02,71    |
| 2     | Sileshi Sihine            | ETH  | 29:03,74    |
| 3     | Solomon Bushendich        | KEN  | 29:05,96    |
| 4     | Kei Ide                   | JPN  | 29:29,18    |
| 5     | Dieudonné Gahungu         | BDI  | 29:30,01    |
| 6     | Pascal Ntahokaraja        | BDI  | 29:31,60 PB |
| 7     | Franck de Almeida         | BRA  | 29:49,95    |
| 8     | Andrew Kipkemboi Limo     | KEN  | 30:04,86    |

### 10 km Gehen
| Platz | Athlet               | Land | Zeit (min)   |
| ----- | -------------------- | ---- | ------------ |
| 1     | Wladimir Kanaykin    | RUS  | 41:41,40     |
| 2     | Xu Xingde            | CHN  | 41:44,00     |
| 3     | Lu Ronghua           | CHN  | 41:46,07     |
| 4     | Rafael Duarte        | BRA  | 42:00,39 NJR |
| 5     | Yūki Yamazaki        | JPN  | 42:02,76     |
| 6     | Mikalai Seradowitsch | BLR  | 42:17,58     |
| 7     | Takayuki Tanii       | JPN  | 42:24,54     |
| 8     | Daniele Paris        | ITA  | 42:40,02 PB  |

### 110 m Hürden
| Platz | Athlet              | Land | Zeit (s) |
| ----- | ------------------- | ---- | -------- |
| 1     | Antwon Hicks        | USA  | 13,42    |
| 2     | Shi Dongpeng        | CHN  | 13,58    |
| 3     | Shamar Sands        | BAH  | 13,67    |
| 4     | Richard Phillips    | JAM  | 13,90    |
| 5     | Kenneth Ferguson    | USA  | 13,91    |
| 6     | Jurica Grabušic     | CRO  | 14,02    |
| 7     | Stefan Wieser       | GER  | 14,16    |
|       | Thiago Jacinto Dias | BRA  | DNF      |

### 400 m Hürden
| Platz | Athlet           | Land | Zeit (s) |
| ----- | ---------------- | ---- | -------- |
| 1     | L. J. van Zyl    | RSA  | 48,89 CR |
| 2     | Kenneth Ferguson | USA  | 49,38 PB |
| 3     | Bershawn Jackson | USA  | 50,00 PB |
| 4     | Steven Green     | GBR  | 51,14    |
| 5     | Gregory Little   | JAM  | 51,23    |
| 6     | Jussi Heikkilä   | FIN  | 51,35    |
| 7     | Julius Bungei    | KEN  | 51,40    |
| 8     | Zhang Shibao     | CHN  | 51,42    |

### 3000 m Hindernis
| Platz | Athlet                  | Land | Zeit (min)  |
| ----- | ----------------------- | ---- | ----------- |
| 1     | Mike Kipyego            | KEN  | 8:29,54     |
| 2     | David Kirwa             | KEN  | 8:31,44     |
| 3     | Aboubaker Kamal         | QAT  | 8:33,67 NJR |
| 4     | Radoslaw Poplawski      | POL  | 8:37,87     |
| 5     | Fernando Alex Fernandes | BRA  | 8:45,76 PB  |
| 6     | Halil Akkaş             | TUR  | 8:50,17 NJR |
| 7     | Shuji Yoshioka          | JPN  | 8:52,30 PB  |
| 8     | Mohammed Ali Al-Banai   | KSA  | 8:52,38 NJR |

### 4 × 100 m Staffel
| Platz | Land                | Athleten                                                     | Zeit (s)  |
| ----- | ------------------- | ------------------------------------------------------------ | --------- |
| 1     | Vereinigte Staaten  | Ashton Collins Wes Felix Ivory Williams Willie Hordge        | 38,92 WJR |
| 2     | Jamaika             | Winston Hutton Orion Nicely Yhann Pfummer Usain Bolt         | 39,15 NJR |
| 3     | Trinidad und Tobago | Chevon Simpson Marc Burns Kevon Holder Darrel Brown          | 39,17 NJR |
| 4     | Brasilien           | Eliezer de Almeida Bruno Goes Jorge Célio Sena Bruno Pacheco | 39,76     |
| 5     | Italien             | Lorenzo La Naia Alessandro Rocco Andrew Howe Sergio Riva     | 39,86     |
| 6     | Deutschland         | Marius Broening Sebastian Ernst David Dylus Peter Rapp       | 40,00     |
| 7     | Japan               | Ryosuke Igumi Shinji Takahira Yusuke Nii Kazuteru Matsumoto  | 40,05     |
| 8     | Frankreich          | Cyril Bapte David Alerte Cédrick Audel Ydrissa M’Barke       | 40,14     |

### 4 × 400 m Staffel
| Platz | Land               | Athleten                                                               | Zeit (min)  |
| ----- | ------------------ | ---------------------------------------------------------------------- | ----------- |
| 1     | Vereinigte Staaten | Kenneth Ferguson Darold Williamson Ashton Collins Jonathan Fortenberry | 3:03,71     |
| 2     | Jamaika            | Sekou Clarke Usain Bolt Jermaine Myers Jermaine Gonzales               | 3:04,06     |
| 3     | Japan              | Yamauchi Fujio Daisuke Sakai Yuki Yamaguchi Yosuke Inoue               | 3:05,80     |
| 4     | Polen              | Miroslaw Sadej Piotr Zrada Daniel Mazurek Piotr Kędzia                 | 3:06,25     |
| 5     | Frankreich         | Yohann Negre Mahmed Atig Brice Lagier Brice Panel                      | 3:07,26 NJR |
| 6     | Australien         | Courtney McLeod Ryan Turton Keith Sheehy Stephen Landers               | 3:09,67     |
| 7     | Deutschland        | Thomas Wilhelm Christoph Helm David Busch Kamghe Gaba                  | 3:11,21     |
|       | Südafrika          | Shaine Morrison Bonolo Maboa L. J. van Zyl Leigh Julius                | DSQ         |

### Hochsprung
| Platz | Athlet               | Land | Höhe (m) |
| ----- | -------------------- | ---- | -------- |
| 1     | Andra Manson         | USA  | 2,31     |
| 2     | Zhu Wannan           | CHN  | 2,23     |
| 3     | Germaine Mason       | JAM  | 2,21     |
| 4     | Jesse Williams       | USA  | 2,21 PB  |
| 4     | Pawel Tschetwertakow | RUS  | 2,21 PB  |
| 6     | Aliaksandr Plisko    | BLR  | 2,18 SB  |
| 6     | Siarhei Iwanou       | BLR  | 2,18     |
| 8     | Jaroslav Bába        | CZE  | 2,18     |

### Stabhochsprung
| Platz | Athlet                | Land | Höhe (m) |
| ----- | --------------------- | ---- | -------- |
| 1     | Maksim Mazuryk        | UKR  | 5,55 WJL |
| 2     | Wladyslaw Rewenko     | UKR  | 5,55 WJL |
| 3     | Vincent Favretto      | FRA  | 5,40     |
| 4     | Stavros Kouroupakis   | GRE  | 5,40     |
| 5     | Artem Kupzow          | RUS  | 5,40 PB  |
| 6     | Jérôme Clavier        | FRA  | 5,40 PB  |
| 6     | Matti Mononen         | FIN  | 5,35     |
| 8     | Przemysław Czerwiński | POL  | 5,30     |

### Weitsprung
| Platz | Athlet                | Land | Weite (m) |
| ----- | --------------------- | ---- | --------- |
| 1     | Abdulla Al-Waleed     | QAT  | 7,99 PB   |
| 2     | Fabrice Lapierre      | AUS  | 7,74 PB   |
| 3     | Trevell Quinley       | USA  | 7,71 PB   |
| 4     | Ahmed Fayez al-Dosari | KSA  | 7,60      |
| 5     | Amrit Pal Singh       | IND  | 7,56      |
| 6     | John Thornell         | AUS  | 7,53      |
| 7     | Petr Lampart          | CZE  | 7,51      |
| 8     | Peter Rapp            | GER  | 7,48      |

### Dreisprung
| Platz | Athlet                        | Land | Weite (m) |
| ----- | ----------------------------- | ---- | --------- |
| 1     | David Girat                   | CUB  | 16,68     |
| 2     | Li Yanxi                      | CHN  | 16,66 PB  |
| 3     | Alexander Sergejew            | RUS  | 16,55     |
| 4     | Alexander Petrenko            | RUS  | 16,22     |
| 5     | Davy Manga                    | FRA  | 15,99     |
| 6     | Nelson Évora                  | POR  | 15,87 SB  |
| 7     | Osniel Tosca                  | CUB  | 15,72     |
| 8     | Leonardo Elisiario dos Santos | BRA  | 15,60     |

### Kugelstoßen
| Platz | Athlet          | Land | Weite (m) |
| ----- | --------------- | ---- | --------- |
| 1     | Edis Elkasević  | CRO  | 21,47 WJR |
| 2     | Sean Shields    | USA  | 20,54     |
| 3     | Mika Vasara     | FIN  | 20,50     |
| 4     | Michal Hodun    | POL  | 20,42     |
| 5     | Bertrand Vili   | FRA  | 20,12     |
| 6     | Dzmitry Siwakow | BLR  | 19,97     |
| 7     | Yasser Farag    | EGY  | 19,49     |
| 8     | Vikas Gowda     | IND  | 19,30     |

### Diskuswurf
| Platz | Athlet                   | Land | Weite (m) |
| ----- | ------------------------ | ---- | --------- |
| 1     | Wu Tao                   | CHN  | 64,51 WJR |
| 2     | Dmitrij Siwakow          | BLR  | 62,00     |
| 3     | Michal Hodun             | POL  | 61,74     |
| 4     | Khalid Habash al-Suwaidi | QAT  | 61,21     |
| 5     | Daniel Vanek             | SVK  | 60,86     |
| 6     | Piotr Małachowski        | POL  | 60,46     |
| 7     | Märt Israel              | EST  | 59,63     |
| 8     | Sean Shields             | USA  | 59,21     |

### Hammerwurf
| Platz | Athlet                 | Land | Weite (m) |
| ----- | ---------------------- | ---- | --------- |
| 1     | Werner Smit            | RSA  | 76,43     |
| 2     | Ali Mohamed al-Zankawi | KUW  | 73,69     |
| 3     | Aleksandr Kazulka      | BLR  | 72,72     |
| 4     | Fabián di Paolo        | ARG  | 71,48     |
| 5     | Kirill Ikonnikow       | RUS  | 71,26     |
| 6     | Mohamed Faraj al-Kaabi | QAT  | 71,22     |
| 7     | Lasse Luotonen         | FIN  | 70,47     |
| 8     | Frédérick Pouzy        | FRA  | 70,42     |

### Speerwurf
| Platz | Athlet                | Land | Weite (m) |
| ----- | --------------------- | ---- | --------- |
| 1     | Igor Janik            | POL  | 74,16     |
| 2     | Wladislaw Schkurlatow | RUS  | 74,09 PB  |
| 3     | Jung Sang-jin         | KOR  | 73,99 PB  |
| 4     | Jarrod Bannister      | AUS  | 73,31 PB  |
| 5     | Kalle Sillanpää       | FIN  | 72,70     |
| 6     | Qin Qiang             | CHN  | 72,29     |
| 7     | Teemu Wirkkala        | FIN  | 70,98     |
| 8     | Kazuki Yamamoto       | JPN  | 70,90     |

### Zehnkampf
| Platz | Athlet               | Land | Punkte |
| ----- | -------------------- | ---- | ------ |
| 1     | Leonid Andreyev      | UZB  | 7693   |
| 2     | Nadir El Fassi       | FRA  | 7677   |
| 3     | Mikko Halvari        | FIN  | 7587   |
| 4     | Lassi Raunio         | FIN  | 7349   |
| 5     | Pawel Moskalenko     | RUS  | 7269   |
| 6     | Darius Draudvila     | LTU  | 7245   |
| 7     | Christopher Hallmann | GER  | 7235   |
| 8     | Uwe Büchele          | GER  | 7195   |

## Frauen

### 100 m
| Platz | Athletin                | Land | Zeit (s) |
| ----- | ----------------------- | ---- | -------- |
| 1     | Lauryn Williams         | USA  | 11,33 PB |
| 2     | Simone Facey            | JAM  | 11,43 PB |
| 3     | Marshevet Hooker        | USA  | 11,48    |
| 4     | Kerron Stewart          | JAM  | 11,53    |
| 5     | Thatiana Regina Ignácio | BRA  | 11,79    |
| 6     | Ann Cathrine Bakken     | NOR  | 11,84    |
| 7     | Krysha Bayley           | CAN  | 11,85    |
| 8     | Wanda Hutson            | TTO  | 11,87    |

### 200 m
| Platz | Athletin           | Land | Zeit (s)  |
| ----- | ------------------ | ---- | --------- |
| 1     | Vernicha James     | GBR  | 22,93 PB  |
| 2     | Aneisha McLaughlin | JAM  | 22,94 PB  |
| 3     | Sanya Richards     | USA  | 23,09     |
| 4     | Vincenza Calì      | ITA  | 23,25 NJR |
| 5     | Allyson Felix      | USA  | 23,48     |
| 6     | Nickesha Anderson  | JAM  | 23,59     |
| 7     | Amy Spencer        | GBR  | 23,76     |
| 8     | Ashley Purnell     | CAN  | 23,97     |

### 400 m
| Platz | Athletin          | Land | Zeit (s) |
| ----- | ----------------- | ---- | -------- |
| 1     | Monique Henderson | USA  | 51,10 SB |
| 2     | Sanya Richards    | USA  | 51,49    |
| 3     | Sheryl Morgan     | JAM  | 52,61    |
| 4     | Tatjana Popowa    | RUS  | 52,68 PB |
| 5     | Lisa Miller       | GBR  | 53,20    |
| 6     | Joanne Cuddihy    | IRL  | 53,36 PB |
| 7     | Marija Dryachlowa | RUS  | 53,76    |
| 8     | Oluyemi Fagbamila | NGR  | 54,44    |

### 800 m
| Platz | Athletin                 | Land | Zeit (min)  |
| ----- | ------------------------ | ---- | ----------- |
| 1     | Janet Jepkosgei          | KEN  | 2:00,80 WJL |
| 2     | Lucia Klocová            | SVK  | 2:01,73     |
| 3     | Juliana Paula de Azevedo | BRA  | 2:03,81 PB  |
| 4     | Jemma Simpson            | GBR  | 2:04,11 PB  |
| 5     | Kitty Cziráki            | HUN  | 2:04,44 PB  |
| 6     | Kathrin Trauth           | BRA  | 2:05,49     |
| 7     | Natalja Panteleewa       | RUS  | 2:08,36     |
| 8     | Berhane Herpassa         | ETH  | 2:11,08     |

### 1500 m
| Platz | Athletin               | Land | Zeit (min) |
| ----- | ---------------------- | ---- | ---------- |
| 1     | Viola Jelagat Kibiwot  | KEN  | 4:12,57 PB |
| 2     | Berhane Herpassa       | ETH  | 4:13,59    |
| 3     | Olesya Syreva          | RUS  | 4:14,32 PB |
| 4     | Lisa Dobriskey         | GBR  | 4:14,72    |
| 5     | Mariem Alaoui Selsouli | MAR  | 4:16,08    |
| 6     | Amel ben Hassen Tlili  | TUN  | 4:16,18 PB |
| 7     | Tatjana Rasputina      | RUS  | 4:16,39    |
| 8     | Ji Siyu                | CHN  | 4:17,32 PB |

### 3000 m
| Platz | Athletin                  | Land | Zeit (min) |
| ----- | ------------------------- | ---- | ---------- |
| 1     | Meseret Defar             | ETH  | 9:12,61    |
| 2     | Mariem Alaoui Selsouli    | MAR  | 9:16,28 PB |
| 3     | Olesja Syrewa             | RUS  | 9:16,58 PB |
| 4     | Tatjana Petrowa Archipowa | RUS  | 9:17,83    |
| 5     | Machi Tanaka              | JPN  | 9:19,95    |
| 6     | Inna Poluškina            | LAT  | 9:22,24 PB |
| 7     | Peninah Jepchumba Biwott  | KEN  | 9:22,38    |
| 8     | Chemtai Rionotukei        | KEN  | 9:25,89    |

### 5000 m
| Platz | Athletin                   | Land | Zeit (s)    |
| ----- | -------------------------- | ---- | ----------- |
| 1     | Meseret Defar              | ETH  | 15:54,94    |
| 2     | Tirunesh Dibaba            | ETH  | 15:55,99    |
| 3     | Vivian Cheruiyot           | KEN  | 15:56,04    |
| 4     | Zhang Yuhong               | CHN  | 15:58,20    |
| 5     | Fujiko Takahashi           | JPN  | 16:02,75    |
| 6     | Tatjana Petrowa Archipowa  | RUS  | 16:04,10    |
| 7     | Fridah Chepkemoi Domongole | KEN  | 16:04,71    |
| 8     | Elina Lindgren             | FIN  | 16:08,54 PB |

### 10 km Gehen
| Platz | Athletin          | Land | Zeit (min)   |
| ----- | ----------------- | ---- | ------------ |
| 1     | Fumi Mitsumura    | JPN  | 46:01,51 NJR |
| 2     | Liu Siqi          | CHN  | 46:07,15     |
| 3     | Marina Tsichanawa | BLR  | 46:14,67     |
| 4     | Guo Dongmei       | CHN  | 46:31,49 PB  |
| 5     | Zuzana Malíková   | SVK  | 46:46,29 NJR |
| 6     | Ariana Quino      | BOL  | 47:03,74 AJR |
| 7     | Tatjana Kozlowa   | RUS  | 47:51,79     |
| 8     | Barbora Dibelková | CZE  | 47:53,58 PB  |

### 100 m Hürden
| Platz | Athletin             | Land | Zeit (s) |
| ----- | -------------------- | ---- | -------- |
| 1     | Anay Tejeda          | CUB  | 12,81    |
| 2     | Agnieszka Frankowska | POL  | 13,16    |
| 3     | Tina Klein           | GER  | 13,23    |
| 4     | Ashlee Williams      | USA  | 13,36    |
| 5     | Melaine Walker       | JAM  | 13,66    |
| 6     | Olga Samylowa        | RUS  | 13,72    |
| 7     | Mirjam Liimask       | EST  | 13,80    |
| 8     | Elisabeth Maurer     | AUT  | 15,70    |

### 400 m Hürden
| Platz | Athletin         | Land | Zeit (s)  |
| ----- | ---------------- | ---- | --------- |
| 1     | Lashinda Demus   | USA  | 54,70 WJR |
| 2     | Melaine Walker   | JAM  | 56,03     |
| 3     | Camille Robinson | JAM  | 56,14 PB  |
| 4     | Tiffany Williams | USA  | 56,52     |
| 5     | Zuzana Hejnová   | CZE  | 58,42 PB  |
| 6     | Yusmelys García  | VEN  | 58,46 NJR |
| 7     | Monique Balsamo  | RSA  | 58,60     |
| 8     | Olga Nikolajewa  | RUS  | 59,97     |

### 4 × 100 m Staffel
| Platz | Land                   | Athletinnen                                                       | Zeit (s) |
| ----- | ---------------------- | ----------------------------------------------------------------- | -------- |
| 1     | Jamaika                | Sherone Simpson Kerron Stewart Anneisha McLaughlin Simone Facey   | 43,40 CR |
| 2     | Vereinigte Staaten     | Lauryn Williams Ashlee Williams Shalonda Solomon Marshevet Hooker | 43,66    |
| 3     | Vereinigtes Königreich | Jade Lucas-Read Jeanette Kwakye Amy Spencer Vernicha James        | 44,22 PB |
| 4     | Deutschland            | Kathrin Walloschek Silke Maurer Johanna Kedzierski Michaela Halm  | 45,34    |
| 5     | Finnland               | Siina Pylkkä Elina Korjansalo Carla Bosco Anna Heiniö             | 45,62    |
| 6     | Südafrika              | Monique Balsamo Cindy Stewart Chantelle Terblanche Carla Fick     | 46,16    |
| 7     | Schweiz                | Carmen Kissling Saskia Girsberger Melanie Stempfel Manuela Frei   | 46,33    |
|       | Frankreich             | Sandra Gomis Natalia Losange Narayane Dossevi Phara Anacharsis    | DSQ      |

### 4 × 400 m Staffel
| Platz | Land                   | Athletinnen                                                          | Zeit (min)  |
| ----- | ---------------------- | -------------------------------------------------------------------- | ----------- |
| 1     | Vereinigte Staaten     | Christina Hardeman Monique Henderson Tiffany Ross Lashinda Demus     | 3:29,95 NJR |
| 2     | Vereinigtes Königreich | Kim Wall Amy Spencer Vernicha James Lisa Miller                      | 3:30,46 NJR |
| 3     | Russland               | Jelena Migunowa Marija Drjachlowa Julija Guschtschina Tatjana Popowa | 3:30,72 NJR |
| 4     | Jamaika                | Davita Prendergast Sheryl Morgan Carlene Robinson Camile Robinson    | 3:31,90 SB  |
| 5     | Deutschland            | Eileen Müller Sarah Jander Sandra Schmadtke Jana Neubert             | 3:36,82     |
| 6     | Rumänien               | Angela Moroșanu Simona Barcau Gabriela Ciuca Ioana Ciurila           | 3:39,95     |
| 7     | Australien             | Kate Pedley Annabelle Smith Morgan Whiley Rebecca Irwin              | 3:40,45     |
|       | Senegal                | Aminata Sylla Adja Arrete Ndiaye Gnima Faye Fatou Diabaye            | DNS         |

### Hochsprung
| Platz | Athletin          | Land | Höhe (m) |
| ----- | ----------------- | ---- | -------- |
| 1     | Blanka Vlašić     | CRO  | 1,96 WJL |
| 2     | Anna Ksok         | POL  | 1,87     |
| 3     | Petrina Price     | AUS  | 1,87     |
| 4     | Elena Meuti       | ITA  | 1,85 PB  |
| 5     | Renáta Medgyesová | SVK  | 1,85 SB  |
| 6     | Peaches Roach     | JAM  | 1,83 PB  |
| 7     | Aileen Herrmann   | GER  | 1,83 PB  |
| 8     | Levern Spencer    | LCA  | 1,83 SB  |

### Stabhochsprung
| Platz | Athletin                  | Land | Höhe (m) |
| ----- | ------------------------- | ---- | -------- |
| 1     | Floé Kühnert              | GER  | 4,40 CR  |
| 2     | Julija Golubtschikowa     | RUS  | 4,30     |
| 3     | Natalja Belinskaja        | RUS  | 4,20     |
| 4     | Dimitra Emmanouil         | GRE  | 4,10 NJR |
| 5     | Anna Huculak              | POL  | 4,00     |
| 6     | Natalja Kuschtsch-Mazuryk | UKR  | 4,00     |
| 7     | Kate Dennison             | GBR  | 4,00 NJR |
| 8     | Silke Spiegelburg         | GER  | 3,90     |

### Weitsprung
| Platz | Athletin               | Land | Weite (m) |
| ----- | ---------------------- | ---- | --------- |
| 1     | Adina Anton            | ROU  | 6,46 PB   |
| 2     | Wang Lina              | CHN  | 6,36      |
| 3     | Esther Aghatise        | NGR  | 6,34      |
| 4     | Sophie Krauel          | GER  | 6,25      |
| 5     | Shermin Oksuz          | AUS  | 6,24      |
| 6     | Jacinta Boyd           | AUS  | 6,23      |
| 7     | Kateryna Tschernjawska | UKR  | 6,23      |
| 8     | Yudelkis Fernández     | CUB  | 6,16      |

### Dreisprung
| Platz | Athletin                           | Land | Weite (m) |
| ----- | ---------------------------------- | ---- | --------- |
| 1     | Mabel Gay                          | CUB  | 14,09     |
| 2     | Arianna Martínez                   | CUB  | 13,74     |
| 3     | Keila Costa                        | BRA  | 13,70     |
| 4     | Yu Shaohua                         | CHN  | 13,30     |
| 5     | Olha Saladucha                     | UKR  | 13,17     |
| 6     | Tatjana Botscharowa-Konitschschewa | KAZ  | 12,97     |
| 7     | Katja Demut                        | GER  | 12,94     |
| 8     | Simona La Mantia                   | ITA  | 12,91     |

### Kugelstoßen
| Platz | Athletin                 | Land | Weite (m) |
| ----- | ------------------------ | ---- | --------- |
| 1     | Valerie Adams            | NZL  | 17,73 AJR |
| 2     | Zhang Ying               | CHN  | 16,76     |
| 3     | Laura Gerraughty         | USA  | 16,62     |
| 4     | Chiara Rosa              | ITA  | 16,53     |
| 5     | Tazzjana Iljuschtschanka | BLR  | 16,18     |
| 6     | Kristin Marten           | GER  | 16,07     |
| 7     | Julija Leanzjuk          | BLR  | 16,03 PB  |
| 8     | Anna Awdeewa             | RUS  | 15,83 PB  |

### Diskuswurf
| Platz | Athletin                | Land | Weite (m) |
| ----- | ----------------------- | ---- | --------- |
| 1     | Ma Xuejun               | CHN  | 58,85 PB  |
| 2     | Xu Shaoyang             | CHN  | 57,87     |
| 3     | Seema Antil             | IND  | 55,83     |
| 4     | Sabine Rumpf            | GER  | 54,82 PB  |
| 5     | Billie-Jo Grant         | USA  | 52,66     |
| 6     | Claudia Villeneuve      | FRA  | 52,13     |
| 7     | Ulrike Giesa            | GER  | 51,99 PB  |
| 8     | Darja Pischtschalnikowa | RUS  | 51,98     |

### Hammerwurf
| Platz | Athletin             | Land | Weite (m) |
| ----- | -------------------- | ---- | --------- |
| 1     | Ivana Brkljačić      | CRO  | 65,39     |
| 2     | Martina Danisová     | SVK  | 63,91     |
| 3     | Julija Rosenfeld     | RUS  | 60,83 PB  |
| 4     | Gabrielle Neighbour  | AUS  | 60,17 PB  |
| 5     | Jennifer Dahlgren    | ARG  | 59,48 AJR |
| 6     | Stéphanie Falzon     | FRA  | 58,72     |
| 7     | Natalija Solotuchina | UKR  | 58,47     |
| 8     | Karin Engström       | SWE  | 57,01     |

### Speerwurf
| Platz | Athletin          | Land | Weite (m) |
| ----- | ----------------- | ---- | --------- |
| 1     | Linda Brivule     | LAT  | 55,35 PB  |
| 2     | Ilze Gribule      | LAT  | 54,16 SB  |
| 3     | Urszula Jasinska  | POL  | 54,06     |
| 4     | Yuneisy Rodríguez | CUB  | 53,23     |
| 5     | Stefanie Hessler  | GER  | 52,60     |
| 6     | Elfje Willemsen   | BEL  | 52,18     |
| 7     | Urszula Jasinska  | USA  | 50,99     |
| 8     | Andrea Kvetová    | CZE  | 50,76     |

### Siebenkampf
| Platz | Athletin            | Land | Punkte   |
| ----- | ------------------- | ---- | -------- |
| 1     | Carolina Klüft      | SWE  | 6470 WJR |
| 2     | Olga Alexejewa      | KAZ  | 5727     |
| 3     | Olga Lewenkowa      | RUS  | 5712     |
| 4     | Tine Veenstra       | NED  | 5653 PB  |
| 5     | Lilli Schwarzkopf   | GER  | 5597 PB  |
| 6     | Amandine Constantin | FRA  | 5564 PB  |
| 7     | Anna Krjadschewa    | RUS  | 5508     |
| 8     | Jennifer Oeser      | GER  | 5405     |

## Abkürzungen
- WR = Weltrekord
- WU20R = U20-Weltrekord
- OR = olympischer Rekord
- YOR = olympischer Jugendrekord
- AR = Kontinentalrekord
- AU20R = U20-Kontinentalrekord
- NR = nationaler Rekord
- NU20R = nationaler U20-Rekord
- CR = Meisterschaftsrekord
- MR = Veranstaltungsrekord
- WB = Weltbestleistung
- WU20B = U20-Weltbestleistung
- WU18B = U18-Weltbestleistung
- AB = Kontinentalbestleistung
- AU20B = U20-Kontinentalbestleistung
- AU18B = U18-Kontinentalbestleistung
- NB = nationale Bestleistung
- NU20B = nationale U20-Bestleistung
- NU18B = nationale U18-Bestleistung
- PB = persönliche Bestleistung
- SB = persönliche Saisonbestleistung
- QB = Qualifikationsbestleistung
- WL = Weltjahresbestleistung
- WU20L = U20-Weltjahresbestleistung
- WU18L = U18-Weltjahresbestleistung
- DSQ = disqualifiziert (engl. Disqualified)
- DNS = Wettkampf nicht angetreten (engl. Did Not Start)
- DNF = Wettkampf nicht beendet (engl. Did Not Finish)

## Medaillenspiegel
| Medaillenspiegel (Endstand nach 43 Entscheidungen) | Medaillenspiegel (Endstand nach 43 Entscheidungen) | Medaillenspiegel (Endstand nach 43 Entscheidungen) | Medaillenspiegel (Endstand nach 43 Entscheidungen) | Medaillenspiegel (Endstand nach 43 Entscheidungen) | Medaillenspiegel (Endstand nach 43 Entscheidungen) |
| Platz                                              | Land                                               | Gold                                               | Silber                                             | Bronze                                             | Gesamt                                             |
| -------------------------------------------------- | -------------------------------------------------- | -------------------------------------------------- | -------------------------------------------------- | -------------------------------------------------- | -------------------------------------------------- |
| 01                                                 | Vereinigte Staaten                                 | 9                                                  | 5                                                  | 6                                                  | 20                                                 |
| 02                                                 | Kenia                                              | 5                                                  | 1                                                  | 2                                                  | 8                                                  |
| 03                                                 | Äthiopien                                          | 3                                                  | 4                                                  | 1                                                  | 8                                                  |
| 04                                                 | Kuba                                               | 3                                                  | 1                                                  | 0                                                  | 4                                                  |
| 05                                                 | Kroatien                                           | 3                                                  | 0                                                  | 0                                                  | 3                                                  |
| 06                                                 | Volksrepublik China                                | 2                                                  | 8                                                  | 1                                                  | 11                                                 |
| 07                                                 | Jamaika                                            | 2                                                  | 5                                                  | 4                                                  | 11                                                 |
| 08                                                 | Südafrika                                          | 2                                                  | 0                                                  | 0                                                  | 2                                                  |
| 09                                                 | Russland                                           | 1                                                  | 2                                                  | 7                                                  | 10                                                 |
| 10                                                 | Polen                                              | 1                                                  | 2                                                  | 2                                                  | 5                                                  |
| 11                                                 | Katar                                              | 1                                                  | 2                                                  | 1                                                  | 4                                                  |
| 12                                                 | Trinidad und Tobago                                | 1                                                  | 1                                                  | 1                                                  | 3                                                  |
| 12                                                 | Vereinigtes Königreich                             | 1                                                  | 1                                                  | 1                                                  | 3                                                  |
| 14                                                 | Lettland                                           | 1                                                  | 1                                                  | 0                                                  | 2                                                  |
| 14                                                 | Marokko                                            | 1                                                  | 1                                                  | 0                                                  | 2                                                  |
| 14                                                 | Ukraine                                            | 1                                                  | 1                                                  | 0                                                  | 2                                                  |
| 17                                                 | Deutschland                                        | 1                                                  | 0                                                  | 1                                                  | 2                                                  |
| 17                                                 | Japan                                              | 1                                                  | 0                                                  | 1                                                  | 2                                                  |
| 19                                                 | Neuseeland                                         | 1                                                  | 0                                                  | 0                                                  | 1                                                  |
| 19                                                 | Rumänien                                           | 1                                                  | 0                                                  | 0                                                  | 1                                                  |
| 19                                                 | Schweden                                           | 1                                                  | 0                                                  | 0                                                  | 1                                                  |
| 19                                                 | Usbekistan                                         | 1                                                  | 0                                                  | 0                                                  | 1                                                  |
| 23                                                 | Slowakei                                           | 0                                                  | 2                                                  | 0                                                  | 2                                                  |
| 24                                                 | Belarus                                            | 0                                                  | 1                                                  | 2                                                  | 3                                                  |
| 25                                                 | Australien                                         | 0                                                  | 1                                                  | 1                                                  | 2                                                  |
| 25                                                 | Frankreich                                         | 0                                                  | 1                                                  | 1                                                  | 2                                                  |
| 27                                                 | Kasachstan                                         | 0                                                  | 1                                                  | 0                                                  | 1                                                  |
| 27                                                 | Kuwait                                             | 0                                                  | 1                                                  | 0                                                  | 1                                                  |
| 27                                                 | Antigua und Barbuda                                | 0                                                  | 1                                                  | 0                                                  | 1                                                  |
| 30                                                 | Brasilien                                          | 0                                                  | 0                                                  | 2                                                  | 2                                                  |
| 30                                                 | Finnland                                           | 0                                                  | 0                                                  | 2                                                  | 2                                                  |
| 32                                                 | Indien                                             | 0                                                  | 0                                                  | 1                                                  | 1                                                  |
| 32                                                 | Nigeria                                            | 0                                                  | 0                                                  | 1                                                  | 1                                                  |
| 32                                                 | Südkorea                                           | 0                                                  | 0                                                  | 1                                                  | 1                                                  |
| 32                                                 | Bahamas                                            | 0                                                  | 0                                                  | 1                                                  | 1                                                  |
| 32                                                 | Tansania                                           | 0                                                  | 0                                                  | 1                                                  | 1                                                  |
| 32                                                 | Luxemburg                                          | 0                                                  | 0                                                  | 1                                                  | 1                                                  |
| 32                                                 | Italien                                            | 0                                                  | 0                                                  | 1                                                  | 1                                                  |
| Gesamt                                             | Gesamt                                             | 43                                                 | 43                                                 | 43                                                 | 129                                                |